# Велебърдо
Велебърдо, Вельо бърдо или Вело-бърдо (на македонска литературна норма: Велебрдо; на албански: Velebërda, Велебърда) е село в Северна Македония, в община Маврово и Ростуше.

## География
Разположено в областта Долна Река в източните склонове на Дешат над рака Радика.

## История
В XIX век Велебърдо е смесено българо-торбешко село в Реканска каза на Османската империя. В „Етнография на вилаетите Адрианопол, Монастир и Салоника“, издадена в Константинопол в 1878 година и отразяваща статистиката на населението от 1873 година, Вельобърдо (Véliobardo) е посочено като село със 100 домакинства, като жителите му са 191 помаци и 125 българи.
Според статистиката на Васил Кънчов („Македония. Етнография и статистика“) в 1900 Вельо бърдо има 156 жители българи християни и 380 българи-мохамедани.
На Етнографската карта на Битолския вилает на Картографския институт в София от 1901 година Велебърдо е смесено село българи, помаци (българи мохамедани) и албанци в Реканската каза на Дебърския санджак с 113 къщи.
Цялото християнско население на селото е под върховенството на Българската екзархия. По данни на секретаря на екзархията Димитър Мишев („La Macédoine et sa Population Chrétienne“) в 1905 година във Вело бърдо има 174 българи екзархисти.
Според статистика на вестник „Дебърски глас“ в 1911 година във Вельо бърдо има 27 български екзархийски и 120 помашки къщи.
При избухването на Балканската война в 1912 година един човек от Велебърдо е доброволец в Македоно-одринското опълчение.
Според преброяването от 2002 година селото има 750 жители.
| Националност     | Всичко |
| северномакедонци | 609    |
| албанци          | 6      |
| турци            | 132    |
| роми             | 0      |
| власи            | 0      |
| сърби            | 0      |
| бошняци          | 0      |
| други            | 3      |

Църквата „Свети Георги“ е възобновена в 1972 година върху стари основи и осветена в 1982 година от митрополит Тимотей Дебърско-Кичевски.

## Галерия
- Писмо от жители на селата Ростуше и Велобърдо до българския екзарх Йосиф I за обновяване на църквата „Успение Богородично“ между двете села, с. 1, 8 февруари 1893 г.
- Писмо от жители на селата Ростуше и Велобърдо до българския екзарх Йосиф I за обновяване на църквата „Успение Богородично“ между двете села, с. 2
- Писмо на българската църковна община в Дебър до екзарх Йосиф I за църквата на с. Рао-стуше и Вело-бърдо, с. 1, от 18 май 1893
- Писмо на българската църковна община в Дебър до екзарх Йосиф I за църквата на с. Рао-стуше и Вело-бърдо, с. 2, от 18 май 1893
- Писмо на българската църковна община в Дебър до екзарх Йосиф I за църквата на с. Рао-стуше и Вело-бърдо, с. 3, от 18 май 1893

## Личности
- Хаян Селмани (1985 - 2019), северномакедонски предприемач